# Farøbroerne
Farøbroerne sind zwei 1984 fertiggestellte Brücken der Autobahn Sydmotorvejen von Seeland nach Falster. Die Südbrücke ist eine Schrägseilbrücke zwischen der Insel Farø und der Insel Falster über den Storstrøm mit einer Hauptspannweite von 290 Metern und 95,14 Meter hohen Pylonen.
Die Nordbrücke ist eine 1596 Meter lange Balkenbrücke zwischen Farø und Seeland über den Kalvestrøm.
Über die Brücken verlaufen die kombinierten Europastraßen E 47 und 55. Sie sind damit Teil der Vogelfluglinie. Eine Nutzung zu Fuß oder mit dem Fahrrad ist nicht erlaubt, hierzu muss auf die Storstrøm-Brücke und nach Bogø und Møn auch auf die Dronning Alexandrines Bro ausgewichen werden.
Auf Farø existiert zwischen den beiden Brücken eine Abzweigung über die Insel Bogø zur Insel Møn.